# IC 2692
IC 2692 је галаксија у сазвјежђу Лав која се налази на листи објеката дубоког неба у Индекс каталогу.
Деклинација објекта је + 10° 46' 7" а ректасцензија 11h 17m 33,1s. Привидна величина (магнитуда) објекта IC 2692 износи 16,3 а фотографска магнитуда 17,3. IC 2692 је још познат и под ознакама NPM1G +11.0274, PGC 1384189.